# Contorno (numismatica)
Contorno (o bordo) è il termine che indica in numismatica quella parte della moneta compresa, tra dritto e rovescio, su cui sono impressi segni di vario tipo (scannellature, disegni, scritte o altro) che permettono di verificare che la moneta non sia stata tosata.